# Фаталиев, Халиль Магомедович
Хали́ль Магоме́дович Фатали́ев (1915, Кудали, Российская империя — 23 октября 1959, Московская область, СССР) — советский учёный, государственный и политический деятель. Кандидат физико-математических наук, доктор философских наук.

## Биография
Родился в 1915 году в селении Кудали. Окончил Махачкалинский индустриально-экономический техникум (1932), затем физический факультет МГУ (1937) и аспирантуру там же. В 1940 году защитил кандидатскую диссертацию «К вопросу об изучении эффектов слабого магнитного поля в плазме газового разряда».
С 1940 года — на хозяйственной, общественной и политической работе. В 1940—1942 годах. — заведующий кафедрой физики Дагестанского педагогического института. Член ВКП(б) с 1942 года. директор Дагестанского педагогического института (1942—1943), заведующий Отделом школ и высших учебных заведений Дагестанского областного комитета ВКП(б) (1943—1946), 2-й секретарь Дагестанского областного комитета ВКП(б).
В 1950 году защитил докторскую диссертацию «К истории борьбы за диалектический материализм в советской физике». Старший научный сотрудник Института философии Академии наук СССР (1952—1953), заведующий общеуниверситетской кафедрой диалектического и исторического материализма естественных факультетов Московского государственного университета имени М. В. Ломоносова (1953—1959).
Заслуженный деятель наук Дагестанской АССР.
Избирался депутатом Верховного совета РСФСР 2-го созыва, лауреат премии имени М. В. Ломоносова.
Погиб в авиационной катастрофе около Москвы в 1959 году.

## Научные труды
на русском языке
- Докторская диссертация по философии. Борьба за диалектический материализм в истории советской физики. МГУ. 1949.
- Фаталиев Х. М. Диалектический материализм и вопросы естествознания / М-во высш. образования СССР. Упр. преподавания обществ. наук. — М.: Советская наука, 1958. — 134 с.
- Фаталиев Х. М. Естественные науки и материально-производственная база общества. — М.: Соцэкгиз, 1960. — 195 с.
- Фаталиев Х. М. Марксизм-ленинизм и естествознание: Сборник работ / Ред. коллегия: К. А. Новосельцев и др. — М.: Изд-во Моск. ун-та, 1962. — 352 с.

на других языках
- Fatalijev Ch. M. Prírodné vedy, filozofia a spoločnosť/ Z rus. orig. prel. Vojtech Wágner. — Bratislava: Osveta, 1963. — 298 с.  (Edícia, Veda a svetonázor / Red. dr. Emília Illeková).
- Fataliev Kh. M. O materialismo dialético e as ciências da natureza / Trad. de Constantino Paleólogo. — Rio de Janeiro: Zahar, 1966. — 164 с. (Biblioteca de cultura cientifica).